# Noel Gallagher

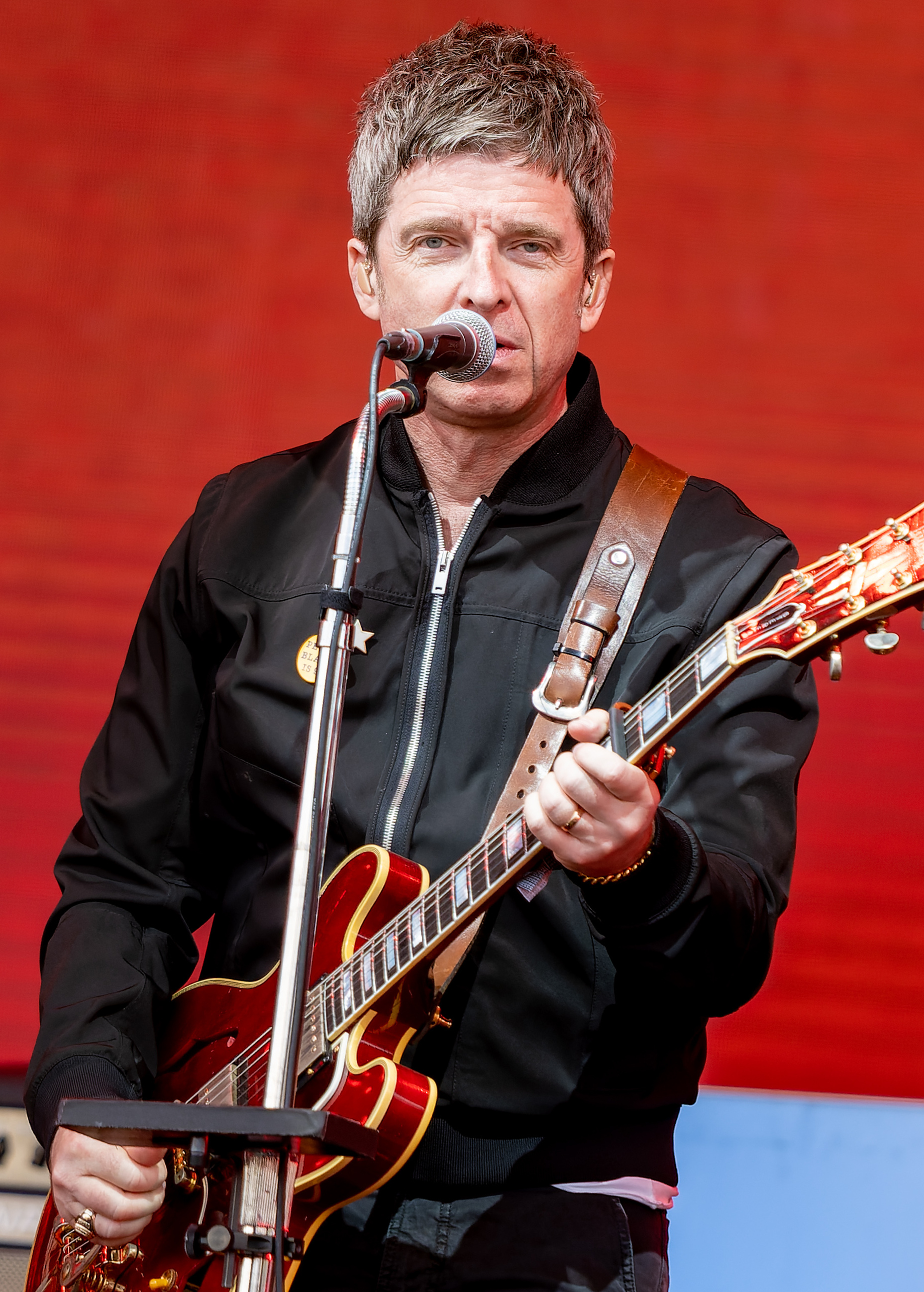
Noel Gallagher (2022)

Noel Thomas David Gallagher (* 29. Mai 1967 in Manchester) ist ein britischer Rockmusiker. Bis August 2009 war er Hauptkomponist, Leadgitarrist und, hinter seinem jüngeren Bruder Liam Gallagher, der zweite Sänger der Rockband Oasis. Auf der Höhe von Oasis’ Erfolg Mitte der 1990er Jahre war Noel Gallagher die zentrale Figur der Britpop-Bewegung. 
Er ist bekannt für seine offenen, mitunter kontroversen Äußerungen sowie für Streitigkeiten mit seinem Bruder Liam. Ende August 2009 stieg er aus der Band aus. Seitdem ist er mit Noel Gallagher’s High Flying Birds musikalisch aktiv.

## Gallaghers Leben vor seiner Popularität
Gallagher wurde in Longsight, Manchester, als zweites Kind der irisch-katholischen Eltern Thomas Gallagher und Peggy Gallagher (Sweeney) geboren, die Ende der 1950er Jahre von Irland nach Großbritannien gekommen waren. Daher besitzt Noel die britische und irische Staatsbürgerschaft. Er hat zwei Brüder, den älteren Paul (* 11. Januar 1966) und den jüngeren Liam (* 21. September 1972). Er wuchs in Burnage auf, einem Arbeiterviertel am Stadtrand Manchesters.
Gallagher teilte sein Zimmer mit Liam. Sein Vater war Alkoholiker und gewalttätig gegenüber seinen Söhnen. Noel Gallagher bekam die väterlichen Misshandlungen am heftigsten zu spüren, während Liam aufgrund seines geringeren Alters von der Mutter am stärksten in Schutz genommen wurde. Dieser Umstand trug mit dazu bei, dass die beiden Brüder seit ihrer Kindheit ein gespanntes Verhältnis zueinander haben. Aufgrund ihres Unbehagens um ihren Vater entwickelten er und Paul beide Stottern. Gallaghers Mutter hoffte lange vergebens auf eine Besserung ihres Mannes, ehe sie diesen schließlich mit ihren Söhnen verließ. Der Zeitpunkt ihres Auszugs ist unklar; die Angaben hierzu variieren von Anfang bis Mitte der 1980er Jahre.
In seiner Jugend schwänzten er und seine Brüder die Schule und machten wegen Diebstählen oftmals Bekanntschaft mit der Polizei. Als 13-Jähriger wurde er wegen Raub in einem Nachbarschaftsladen zu einer sechsmonatigen Bewährungsstrafe verurteilt. Während dieser Zeit lernte er, der zu der Zeit ein Hooligan war, selbständig Gitarre spielen. Im Alter von 15 Jahren wurde Noel von der Schule ausgeschlossen, weil er einen Beutel Mehl über einen Lehrer geworfen hatte. Als Teenager pflegten die Gallagher-Brüder nur begrenzten Kontakt zu ihrem Vater, um durch ihn Jobs auf dem Bau zu erhalten. Als er die Baufirma seines Vaters verlassen hatte, nahm er eine Stelle bei einer anderen Baufirma an, die an British Gas vergeben wurde. Nachdem er sich eine Verletzung auf dem Bau zugezogen hatte, bekam er eine weniger körperlich anstrengende Beschäftigung im Lagerhaus des Unternehmens angeboten, so dass er Zeit hatte, Gitarre zu üben und Songs zu schreiben.
1988 begann Noel Gallagher eine Arbeit als Roadie der Band Inspiral Carpets, bei der er sich zuvor erfolglos als Sänger beworben hatte. Als er 1992 von einer USA-Tour zurückkehrte, stellte er erstaunt fest, dass Liam einer (unbekannten) Band namens Rain als Sänger beigetreten war. Diese bestand aus einigen Kollegen der Brüder, darunter die späteren Oasis-Mitglieder Paul McGuigan und Paul Arthurs. Ein Konzertbesuch bei Rain ließ Noel Gallagher rasch die mangelnde künstlerische Fähigkeit dieser Band erkennen, jedoch auch  Liams Charisma als Frontmann. Wegen Noel Gallaghers Fähigkeit als Songschreiber überredete ihn Liam, der Band beizutreten. Gallagher sagte zu unter der Bedingung, alleiniger Bandchef und Komponist zu werden. Rain wurde auf Liams Bestreben hin in Oasis umbenannt. Dieser Name rührt vom Austragungsort eines Stone-Roses-Konzertes in Swindon her, welcher auf einem Poster Liams ersichtlich war.

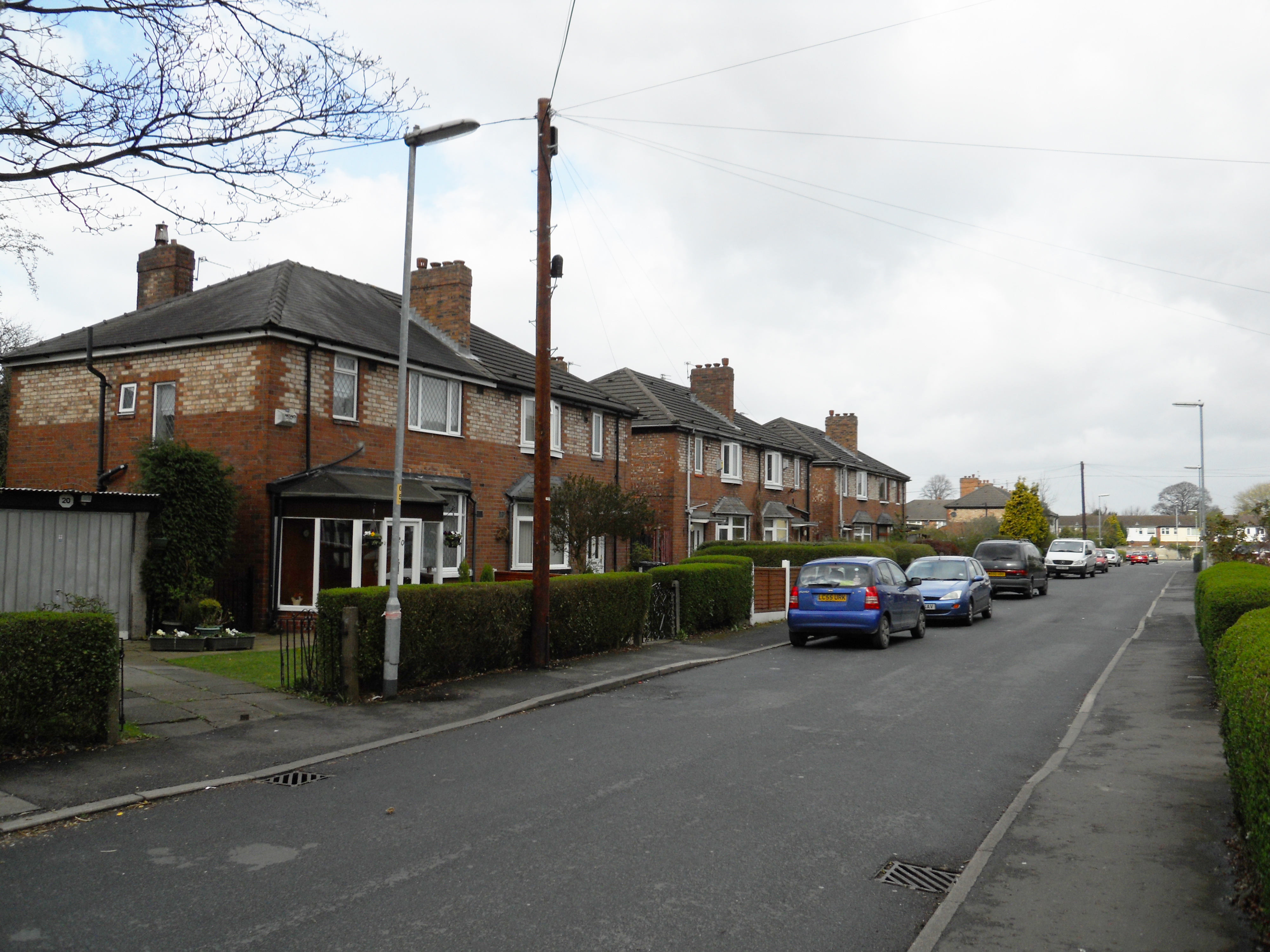
Cranwell Drive, Burnage, Manchester, wo die Gallagher-Brüder zu Hause waren (Aufnahme 2011).

## Karriere und Songwriting

### Der schnelle Aufstieg zum Superstar
Oasis’ erste beiden Studioalben waren künstlerisch und kommerziell außerordentlich erfolgreich und gewährten der Band in Großbritannien einen Superstar-Status als die neuen Beatles. Das zweite Album (What’s the Story) Morning Glory? wurde nach Sgt. Pepper’s Lonely Hearts Club Band gar das bisher erfolgreichste Studioalbum Englands. Gallagher galt als genialster Songwriter seit John Lennon und Paul McCartney. Zu jener Zeit pflegte er einen verschwenderischen Umgang mit seinem Werk: Viele vermeintlich erfolgreiche Songs landeten auf B-Seiten. Er glaubte von sich, quasi laufend nebenher Hits komponieren zu können.

### Luxuriöse Lebensführung
Neben seiner Rolle als Komponist und Musiker wurde Gallagher für seinen luxuriösen Lebensstil bekannt. Aufgrund der Urheberrechte an seinen Songs war sein Einkommen rund doppelt so hoch wie dasjenige der übrigen Bandmitglieder. So kaufte er sich einen mehrere Luxusautos umfassenden „Fuhrpark“, da dies seiner Ansicht nach für einen Rockstar zum guten Ton gehöre. Einen Führerschein erlangte er nie (dieses Vorhaben ließ er fallen, als er von der Existenz der theoretischen Fahrprüfung erfuhr). In analoger Manier ließ er einen Swimmingpool bauen, ohne schwimmen zu können. Sein Haus in einem gehobenen Londoner Stadtviertel nannte er Supernova Heights. Seine beiden Katzen taufte er in Anlehnung an seine bevorzugte Zigarettenmarke Benson und Hedges. Seine Gitarren, von denen er mittlerweile über hundert besitzt, kamen auf seinen Flugreisen des Öfteren in den Genuss eines eigenen Erste-Klasse-Sitzplatzes.

### Der künstlerische und kommerzielle Einbruch
Oasis’ drittes Album Be Here Now (1997) war das mit der größten Spannung erwartete in Großbritanniens Musikgeschichte. Es löste denn auch Michael Jacksons Bad (1987) als das sich dort am schnellsten verkaufende ab. Die Bewertungen fielen vorerst positiv aus. Nachdem sich die ersten Wogen der Begeisterung geglättet hatten, wich die Euphorie jedoch zunehmend einer negativen Kritik. Man betrachtete das Album nunmehr gar als einen herben künstlerischen Rückschlag. Bemängelt wurden fehlende musikalische Weiterentwicklung, maßlose, aufgeblähte Überproduktion, viel zu lange Dauer mehrerer Songs sowie fehlende lyrische Tiefe bis hin zu Oberflächlichkeit und Sinnlosigkeit. Gallagher gelangte in späteren Jahren selbst zu dieser Einschätzung und eruierte als Ursache die andauernde exzessive Lebensweise der vom Erfolg verwöhnten Bandmitglieder mit dem damit einhergehenden Alkohol- und Kokain-Konsum. Dementsprechend sagte er, sich wegen seiner dauernden Berauschtheit kaum an seine Produktionsarbeit im Studio für dieses Album erinnern zu können.
Folgender Umstand unterstreicht eindrücklich Gallaghers Sinneswandel: Während die Setlist der Be-Here-Now-Tour (1997 bis 1998) komplett umgestellt wurde und weitgehend dem neuen Album entsprang, wurde sie bei allen nachfolgenden Tourneen (praktisch) gänzlich ignoriert. Gleiches gilt fürs Best-Of-Album Stop the Clocks, von dem Be Here Now komplett ausgeschlossen wurde. Nach der Hysterie um die Be-Here-Now-Lancierung wurde es immer ruhiger um Oasis, und die Band verlor ihren bisherigen Status als Superstars.
Ein Comeback anstrebend, genehmigte sich Gallagher vor seinem nächsten Werk Standing on the Shoulder of Giants (2000) eine Auszeit. Während der Produktionszeit befahl er strikte Drogenabstinenz. Ironischerweise experimentierte Gallagher ausgerechnet auf diesem Werk erstmals mit psychedelischen Elementen. Jedoch wurde das Resultat noch schlechter aufgenommen als der Vorgänger. Auch über dieses Album äußerte sich Gallagher Jahre später kritisch. In einem Zeitungsinterview sagte er 2011, es sei ein Fehler gewesen, das Album überhaupt aufzunehmen. Er habe zu jener Zeit keine Inspiration gehabt und habe nur Songs geschrieben, um auf Tour gehen zu können. Schon damals herrschte die Ansicht vor, Gallagher habe „sein Pulver verschossen“ und beginne auf seiner Suche nach Inspiration bereits sein eigenes Frühwerk zu recyceln. Erst die zwei Nachfolgealben Heathen Chemistry und Don’t Believe the Truth wurden wieder freundlicher aufgenommen.

### Weitere Bandmitglieder als Komponisten
Oasis’ erste drei Studioalben wurden musikalisch und textlich ausschließlich von Gallagher geschrieben. Oasis’ erster nicht von ihm komponierte Song ist Liam Gallaghers Little James, der auf dem vierten Studioalbum Standing on the Shoulder of Giants (2000) erscheint. Jedoch gilt er als musikalisch und textlich schwaches Erstlingswerk. Noel Gallagher ließ später verlauten, er habe ihn einzig aus Rücksicht gegenüber seinem Bruder fürs Album zugelassen. Auf dem nachfolgenden Werk Heathen Chemistry (2002) stammen jedoch bereits nur noch rund die Hälfte der Songs von Gallagher. Neben Beiträgen der Gitarristen stammen drei Songs von Liam, unter anderem die Single Songbird. Trotzdem blieb Noel Gallagher Oasis’ primärer Komponist.

### Ausstieg bei Oasis
Im September 2008 erschien das siebte Oasis-Album Dig Out Your Soul, auf dem wiederum sechs Kompositionen von Noel Gallagher vertreten waren. Während eines Promotion-Auftritts auf dem V Festival in Toronto am 7. September 2008 wurde Gallagher von einem Zuschauer, der die Bühne gestürmt hatte, mit voller Wucht zu Boden gestoßen. Er brach sich dabei drei Rippen und musste das Konzert abbrechen. Wegen dieses Vorfalls mussten die darauf folgenden Konzerte ebenfalls abgesagt werden.
Auf der regulären Tour zum Album verkündete Gallagher am 28. August 2009 seinen endgültigen Ausstieg aus der Band. Vorangegangen waren erneute Streitigkeiten mit seinem Bruder Liam vor einem Konzert in Paris, das abgesagt wurde.
Im Anschluss gab Liam Gallagher das Ende von Oasis bekannt und gründete mit den verbliebenen Mitgliedern die neue Band Beady Eye. Noel Gallagher startete unterdessen eine Solokarriere. Das Live-Album The Dreams We Have As Children war bereits am 27. März 2007 in der Londoner Royal Albert Hall aufgenommen und am 15. März 2009, also vor seinem Ausstieg bei Oasis, veröffentlicht worden. Mit dem Konzert sollte der Teenage Cancer Trust unterstützt werden. Konkrete weitere Pläne von Noel Gallagher waren nach dem Oasis-Aus zunächst jedoch nicht bekannt.

### Solokarriere mit Noel Gallagher’s High Flying Birds
Am 6. Juli 2011 verkündete Noel Gallagher auf einer Pressekonferenz, dass sein erstes Solo-Studioalbum am 17. Oktober 2011 erscheinen und den Titel Noel Gallagher’s High Flying Birds tragen würde. Dies ist auch der Name der Live-Band, mit der Gallagher auf Tour geht. Die Bandmitglieder sind außer Noel Gallagher noch Jeremy Stacey (Schlagzeug), David McDonnell (Leadgitarre), Mike Rowe (Keyboard) und Russell Pritchard (Bass).
Am 25. Juli 2011 veröffentlichte Noel Gallagher das Video zu The Death of You and Me, der ersten Single seines Solodebüts, auf der Seite des Magazins New Musical Express.
Das Album erreichte direkt nach Erscheinen die Spitze der britischen Albumcharts und schaffte es in den deutschen Albumcharts auf Platz elf. Bei Metacritic erreichte Noel Gallagher’s High Flying Birds eine Durchschnittswertung von 69 von 100 möglichen Punkten.
Das erste Deutschlandkonzert in neuer Formation gab Noel Gallagher mit den High Flying Birds im Kölner Palladium am Sonntag, den 4. Dezember 2011. Dieses Konzert wurde vom WDR zur Ausstrahlung im Rockpalast aufgezeichnet. Am 7. Dezember 2011 war Gallagher mit seiner Band zu Gast in der Harald Schmidt Show und spielte den Song If I Had a Gun.
Im März 2012 kamen Noel Gallagher’s High Flying Birds noch einmal nach Deutschland und spielten Konzerte in Hamburg, Berlin und München.
Gallaghers zweites Soloalbum wurde ebenfalls bereits auf der Pressekonferenz vom 6. Juli 2011 angekündigt, als Zusammenarbeit mit dem Elektronik-Duo Amorphous Androgynous. Am 29. Februar 2012 wurde das erste gemeinsame Lied Shoot a Hole into the Sun als B-Seite auf der Single Dream On veröffentlicht. Gleichzeitig gab Gallagher bekannt, dass der ursprüngliche Erscheinungstermin für das gemeinsame Album nicht eingehalten werden könne und es voraussichtlich erst 2013 erscheint.
Am 27. Februar 2015 erschien das zweite Album von Noel Gallagher's High Flying Birds, Chasing Yesterday.

### Einfluss auf Gallaghers musikalische Komposition
Die Beatles gelten als Noel Gallaghers größtes Vorbild. Als weitere einflussreiche Bands werden T. Rex, die Rolling Stones, Slade und die Kinks betrachtet. Unter den Bands der jüngeren Geschichte gehören die Smiths und die Stone Roses dazu. Insbesondere Johnny Marr von den Smiths gilt als eines von Gallaghers musikalischen Idolen. Ebenso ist Paul Weller, mit dem er eng befreundet ist, sein Vorbild in Sachen Songwriting.

## Privatleben

### Beziehungen und Vaterschaft
Gallagher heiratete am 5. Juni 1997 in Las Vegas seine Freundin Meg Mathews (* 1966). Die Ehe wurde 2001 wieder geschieden. Die gemeinsame Tochter (* 2000) wuchs bei der Mutter auf. Von 2011 bis 2023 war Gallagher mit der Schottin Sara MacDonald (* 1971) verheiratet, mit der er gemeinsam zwei Söhne (* 2007 und * 2010) hat. Im Januar 2023 gab das Paar seine Trennung bekannt und ließ sich im November desselben Jahres scheiden.

### Kokainabhängigkeit und -entzug
Gallagher war jahrelang abhängig von Kokain. In der Zeit nach Be Here Now traten immer öfter drogeninduzierte Panikattacken auf. Diese dienten dem auf dem Folgealbum Standing on the Shoulder of Giants enthaltenen Song Gas Panic als Inspiration. Nach einem Jahr wiederkehrender Panikattacken unternahm Gallagher auf Anraten seines Arztes hin einen Entzugsversuch. Diesen tätigte er erfolgreich alleine in seinem Ferienhaus auf Ibiza. Laut eigener Aussage war er selbst überrascht, wie viel einfacher als erwartet sich sein Unterfangen gestaltete und schwor am 5. Juni 1998 den illegalen Drogen ab. An die Zeitspanne von 1993 bis 1998 habe er aufgrund seines damaligen Drogenkonsums ein vergleichsweise bescheidenes Erinnerungsvermögen.

## Kontroversen
Wie Oasis im Allgemeinen und sein Bruder Liam Gallagher im Besonderen sorgte auch Noel Gallagher immer wieder für Kontroversen. Anders als im Falle Liams sind sie in der Regel rein verbaler Natur. Die umstrittensten hiervon sind nachfolgend in chronologischer Reihenfolge aufgeführt:
- 1994 verließ Gallagher Oasis’ USA-Tournee, da Liam die Songtexte dergestalt änderte, dass sie Noel Gallagher und die US-Amerikaner beleidigten.

- Mitte der 1990er Jahre herrschte eine ausgeprägte, medial hochstilisierte Rivalität zwischen Oasis und der konkurrierenden Britpop-Band Blur. 1995 äußerte Gallagher in einem Interview mit dem Observer den Wunsch, Blurs Mitglieder Damon Albarn und Alex James mögen sich mit dem HI-Virus infizieren und an AIDS sterben („catch AIDS and die“). Wenig später ließ er eine öffentliche Entschuldigung verlauten.

- Gallaghers Besuch im Jahre 1997 bei Premierminister Tony Blair an dessen Regierungssitz wurde nicht von allen positiv aufgenommen. Blair hatte zuvor in seinem Wahlkampf des Öfteren mit seiner Vorliebe für Oasis kokettiert. Liam Gallagher schlug die Einladung aus.

- 1997 setzte Gallagher in einem Fernsehinterview Drogen mit Teetrinken gleich („taking drugs is like drinking a cup of tea in the morning“) und behauptete, die meisten britischen Parlamentarier würden Heroin oder Kokain konsumieren. Auslöser war sein Missfallen über Sänger Brian Harveys Entlassung aus der Boygroup East 17 aufgrund dessen Zugeständnis von sowie positiver Äußerung zum Ecstasy-Konsum. Es folgte eine medialer Empörung und Tony Blair kündigte seine „Freundschaft“ zu den Gallaghers. Später tat Gallagher seine Aussage mit einem Lachen ab und räumte ein, in besagtem Interview selbst unter Kokaineinfluss gestanden zu haben.

- Während Oasis’ Europatournee beleidigte Liam Gallagher im Mai 2000 in Barcelona unter Trunkenheit Noels damalige Ehefrau Meg Mathews auf obszöne Weise und stellte Noels Vaterschaft an dessen Tochter Anais in Frage. Daraufhin schlug Noel seinen Bruder nieder und stieg aus der verbleibenden Kontinentaleuropa-Tournee aus. Er schloss sich für die späteren Auftritte in Großbritannien wieder der Band an.

- Die Demonstrationen gegen den Irak-Krieg bezeichnete Gallagher als Zeitverschwendung („a bloody waste of time“), da sie gänzlich nutzlos seien.

- Gallagher sagte die vorgesehene Teilnahme Oasis’ am internationalen karitativen Rockkonzert Live 8 am 2. Juli 2005 ab und kritisierte gleichzeitig dieses gemäß seiner Ansicht nutzlose Ereignis. Parallel zu dieser Veranstaltung spielten Oasis ein Konzert im City of Manchester Stadium.

- Den Auftritt des US-Rappers Jay-Z als Headliner des Glastonbury Festivals 2008 titulierte Gallagher als Stilbruch. Weiter hieß es, dass mit dem Auftritt eines Hip-Hop-Stars eine jahrelange Tradition gebrochen werde. Es sei einfach falsch, einen Rapper auf einem Gitarrenrock-Festival – noch dazu als Headliner – auftreten zu lassen. Jay-Z reagierte darauf, indem er mit einer Gitarre auf der Bühne erschien und den Oasis-Hit Wonderwall sang.

- Im August 2011 wurde bekannt, dass Noel Gallagher von seinem Bruder Liam wegen Beleidigung und Rufschädigung verklagt worden war.[23] Noel hatte wenige Wochen zuvor behauptet, Liam habe einen Oasis-Auftritt beim V Festival 2009 absagen müssen, weil er zu betrunken war. Der wahre Grund sei laut Liam Gallagher jedoch eine ärztlich diagnostizierte Kehlkopfentzündung gewesen.